# Denis Richet
Denis Richet (1927 - 15 de setembre de 1989) fou un historiador francès.

## Biografia
Estudià la Revolució Francesa amb François Furet, el seu cunyat. Ensenyà a La Sorbona, després a l'EHESS i també a l'École polytechnique.
En una entrevista el 1994, François Furet assenyala que Denis Richet, el 1965, ja tenia una idea molt elaborada de l'excés del 1793, mentre que ell, Furet, encara s'aferrava als escrits de Marx, és a dir, que Denis Richet havia mostrat molta desconfiança envers el teorema comunista de la necessitat dels esdeveniments revolucionaris.

## Obres publicades
- La Révolution française, amb François Furet,

Première édition en 1965
Deuxième édition en 1973
Hachette Pluriel, 1999.
- De la Réforme à la Révolution, Aubier (Paris) - 1991.
- La France moderne, l'esprit des institutions, Flammarion, 1991 (première édition 1973).
- Représentation et vouloir politiques, autour des États généraux de 1614. avec Roger Chartier. École des Hautes études en sciences sociales.